# 東堡 (亞利桑那州)
東堡（英語：East Fort）是位於美國亞利桑那州亞瓦派縣的一個非建制地區。該地的面積和人口皆未知。

## 地理
東堡的座標為34°09′49″N 112°15′19″W / 34.16361°N 112.25528°W，而該地的平均海拔高度為1931米（即6335英尺）。